# Barcelona Sporting Club
Barcelona Sporting Club, majorment conegut com a Barcelona, és un club esportiu equatorià originari de la ciutat de Guayaquil, fundat l'1 de maig de 1925.

## Història

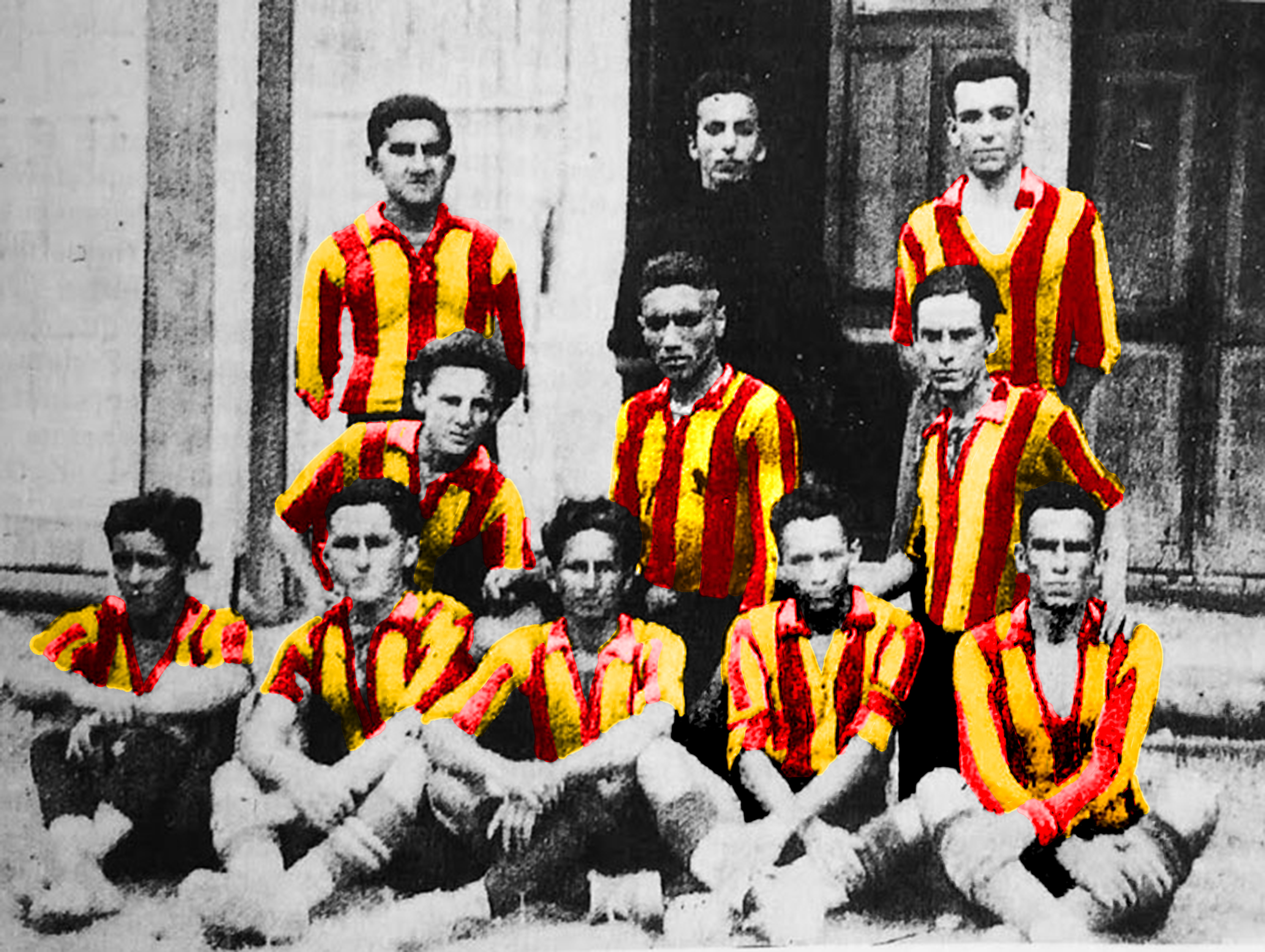
Planter de Barcelona Sporting Club a 1927

El club va ser fundat l'1 de maig de 1925 a la ciutat de Guayaquil. La seva creació sorgeix de l'entusiasme d'un grup de joves del barri de l'Astillero que, a casa del català Eutimi Pérez, van decidir formar un club esportiu, amb Carlos García Ríos, il·lustre equatorià, com a primer president i el català Onofre Castells com a primer president honorari. Va ser justament en agraïment al suport brindat per la comunitat catalana a Guayaquil i com a homenatge a la ciutat d'Eutimi Pérez i Onofre Castells, que se'l va anomenar «Barcelona». El primer partit se celebrà el 15 de juny de 1925 contra el C. S. Ayacucho (resultat: 1-0).
Els primers anys, el club vestia samarreta negra, en la qual es lluïa el primer escut de la institució, pantalons blancs i mitges negres. A partir de 1927, l'equip va canviar els colors principals de l'uniforme i va començar a utilitzar una samarreta de color groc amb ratlles verticals de color vermell, dissenyada pel català Alberto March en honor de la senyera catalana; des de llavors aquests han estat els colors representatius del Barcelona. Juguen a l'estadi Monumental del Salado, després rebatejat com a Monumental Isidro Romero Carbo, en honor del principal artífex de la construcció, realitzada entre 1986 i 1994.
En els darrers anys la presidència del club ha estat influïda per problemes polítics, i dominada per membres del partit socialcristià. N'és president vitalici Jaime Nebot, actual alcalde de Guayaquil, i també en fou president el posteriorment president de la república Abdalá Bucaram.

## Palmarès
- Campionat equatorià de futbol:[1]
  - 1960, 1963, 1966, 1970, 1971, 1980, 1981, 1985, 1987, 1989, 1991, 1995, 1997, 2012, 2016
- Campionat de Guayas
  - 1950
- Campionat Costa:
  - 1955,1961,1963,1965,1967
- Super Copa de Guayaquil:
  - 1963, 1970, 1976, 1991, 1995
- Copa Asoguayas: 
  - 2006
- subcampionats de la Copa Libertadores:
  - 1990, 1998

### Basquetbol
- Liga Nacional de Básquet (1): 2008[2]
- Liga Provincial de Básquet (1): 2008

### Beisbol
- Liga Nacional de Beisbol (12): 1930, 1933, 1947, 1964, 1966, 1969, 1973, 1977, 1979, 1996, 2002, 2007.
- Festival Olímpico (1): 2005.[3]

### Voleibol
- Liga Provincial de Voleibol (8): 2002.

### Bolos
- Campeón nacional de bolos (1): 2003

### Waterpolo
- Campeón de la 3 copa ANAVI (1): 2008
- Campeón del torneo internacional de waterpolo (1): 2009

### Regatas
- Campeón de la Regata de Balzar (1): 2008

## Estadis

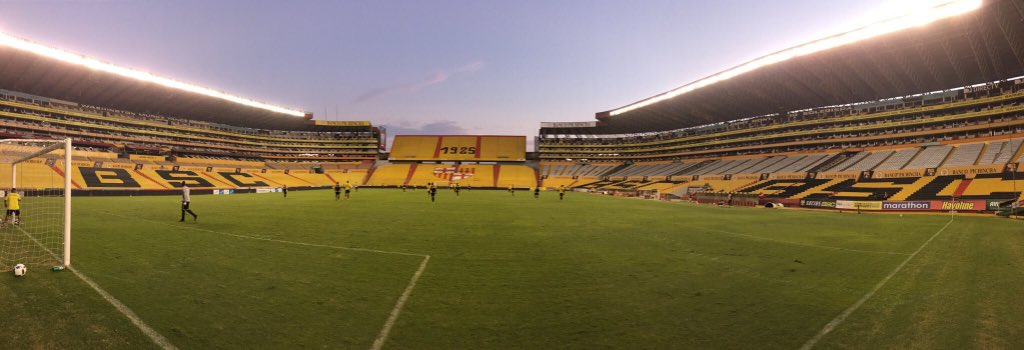
Vista de l'estadi Monumental

L'Estadi Monumental Isidro Romero Carbo, pertanyent al club, és el més gran escenari esportiu de Equador amb una capacitat de 57.267 persones per reglament. Està situat en el sector de Bellavista de la ciutat de Guayaquil, a l'Avinguda Barcelona Sporting Club, al costat d'altres instal·lacions del club, com la pista alterna d'entrenament, la seu de la directiva, entre d'altres.

## Evolució de l'uniforme
A principis de la seva vida institucional al club vestia samarreta negra, en la qual es lluïa el primer escut de la institució, pantalonet blanc i mitges negres. A partir d'1926, l'equip va canviar els colors principals del seu uniforme i va començar a utilitzar una samarreta de color groc amb ratlles verticals de color vermell, la qual va ser dissenyada pel català Alberto March i va triar aquests colors en honor de la  senyera catalana, des de llavors aquests han estat els colors representatius del Barcelona 
Al llarg de la seva història l'uniforme del Barcelona ha tingut pocs canvis, hi ha tres etapes per les quals ha passat l'uniforme, de 1925 fins a 1926 l'uniforme estava compost de samarreta negra, coll i pantalonera blanca; de 1926 fins a 1946 es van usar els uniformes semblants als del Barcelona català, i a partir d'1946 es fa servir la tradicional samarreta groga amb vius vermells fins a l'actualitat.
| 1925 | 1926 - 1941 | 1942 - 1945 | 1946-present |

## Jugadors destacats
| - Anthony de Ávila - Julio César Baldivieso - Juan Manuel Bazurco - Enrique Cantos - Gilson Da Souza - Clímaco Cañarte - Luis Capurro - Sigfredo Agapito Chuchuca - Helio Cruz - Marco Etcheverry - Víctor Ephanor - José Gavica - Ariel Graziani - Eduardo Hurtado - Iván Hurtado - Rubén Dario Insúa - Jimmy Izquierdo - Iván Kaviedes - Vicente Lecaro - Pedro Leon | - Luís Carlos Machado - Luciano Macías - Juan Madruñero - Heráclides Marín - Jimmy Montanero - Pedro Monzón - Carlos Luis Morales - Alejandro Alfaro Moreno - Carlos Muñoz - Washington Muñoz - José Paes - Janio Pinto - Marcos José Rodriguez de Lucena - Hólger Quiñónez - Marcelo Saralegui - Elkin Soto - Alberto Spencer - Marcelo Trobbiani - Galo Vásquez |